# 街口镇
街口镇，是中华人民共和国安徽省黄山市歙县下辖的一个乡镇级行政单位。

## 行政区划
街口镇下辖以下地区：
新门村、三港村、滩头村、街口村、巨川村和雁洲村。

## 文物保护
街口镇拥有安徽省文物保护单位1处：
- 张林福宅（第一批省保，1-46），明，街口镇街口村，古建筑